# 杜國榆
杜國榆（Remi Dujardin，1997年6月23日—），生於香港，法國、台灣混血兒，香港足球運動員，司職防守中場，現時效力香港超級聯賽球會大埔。

## 球員生涯

### 早年
杜國榆生於香港北角，中學時就讀法國國際學校。他在傑志青年軍效力五年，及後在太陽飛馬青年軍效力三年。

### 大學生涯
2015年3月25日，杜國榆經香港球員陸志豪與朋友的公司（Affinity Sports & Education Ltd.）介紹，獲獎學金赴美國聖文德大學出戰第一級大學聯賽。他在首季19場比賽中，即有17次正選並取得一個助攻。

### 職業生涯
美國
2016年4月2日，杜國榆與美國第四級聯賽球隊羅徹斯特河狗簽下職業合約，成為第1位登陸職業聯賽的車路士足校學校 (香港)學員。他大部份時間為球隊正選。
歐洲
在美國完成四年學業後，2019年1月29日，杜國榆加盟西班牙足球乙二級聯賽球會胡米利亞。3月10日主場對馬拉加B隊，他首次進入比賽日18人名單。同年8月，球隊資金不足，宣布解散，杜國榆回復自由身。及後他獲邀到葡超球會士砵亭試腳。
2020年4月13日，杜國榆宣佈已加盟芬蘭足球超級聯賽球會HIFK赫爾辛基。對陣烏克蘭球會尼古拉耶夫的熱身賽中，他首任正選並踢足全場。然而，由於2019冠狀病毒病芬蘭疫情下財政緊拙，赫爾辛基向杜國榆等外援終止合約。
2020年7月，杜國榆轉到阿爾巴尼亞超級聯賽，預備加盟衛冕冠軍柏迪遜地拉拿。在8月18日友賽對佩什科比，他半場後備入替，上演處子戰。然而，因球會被國際體育仲裁法庭施以轉會禁令，他未能完成轉會。
2020年9月，杜國榆即轉往同聯賽球會史簡達保，簽約4年。惜加盟未久，他受傷患困擾而需休養至2021年年中。
香港
2022年8月，杜國榆加盟了香港超級聯賽「升班馬」深水埗。
中國
2023年3月，杜國榆加盟了丹東騰躍，出戰新一季中國甲組聯賽。
香港
2024年1月27日，杜國榆加盟標準流浪。2024年7月17日，杜國榆加盟大埔。2024–25年球季，他以出色表現協助大埔贏得香港超級聯賽冠軍。

## 國際賽生涯
杜國榆共代表U14至U18的香港青年軍37場比賽，在2015年，由於當時杜國榆與大學簽署獎學金合約而不放行錯過了亞青盃外圍賽。在2017年6月，杜國榆在香港隊教練團成員郭嘉諾邀請下，放棄為所屬的美國球隊上陣，特意回港參與香港U22集訓，雖然未有入選在緬甸舉行的KBZ銀行盃備戰亞洲足協23歲以下錦標賽外圍賽，但最終仍躋身亞足聯U-23錦標賽外圍賽的決選名單，成為唯一的非港超球隊球員，最後香港以1勝2和不敗的成績，未能成為五隊最佳次名之一，無緣晉身決賽周。

## 榮譽
標準流浪
- 香港菁英盃冠軍（2023–24季度）

香港代表隊
- 省港盃冠軍（2019年）
- 亞運會16強（2018年）

## 家庭生活
杜國榆有兩位弟弟（Alex及Antoine），其中Alex（杜國樑）也是職業足球員，曾先後效力橫濱FC香港及南華青年軍，也曾代表港會參與香港超級聯賽。2020年11月20日，港超球隊傑志宣布，與跟操多周的杜國樑簽約，但他未有機會上陣。

## 外部連結
- 香港足球總會網頁球員資料 （页面存档备份，存于）
- 聖文德大學球員資料 （页面存档备份，存于）
- 三城水獺球員資料